# 橫濱皇后廣場
橫濱皇后廣場是位於日本神奈川縣橫濱市西區港未來的一座大型設施，由三棟高層建築和購物中心、飯店、音樂廳等設施構成。橫濱皇后廣場開業於1997年7月18日。A棟高172公尺、地上36層、地下5層；B棟高138公尺、地上28層、地下5層；C棟高109公尺、地上21層、地下5層。

## 外部連結

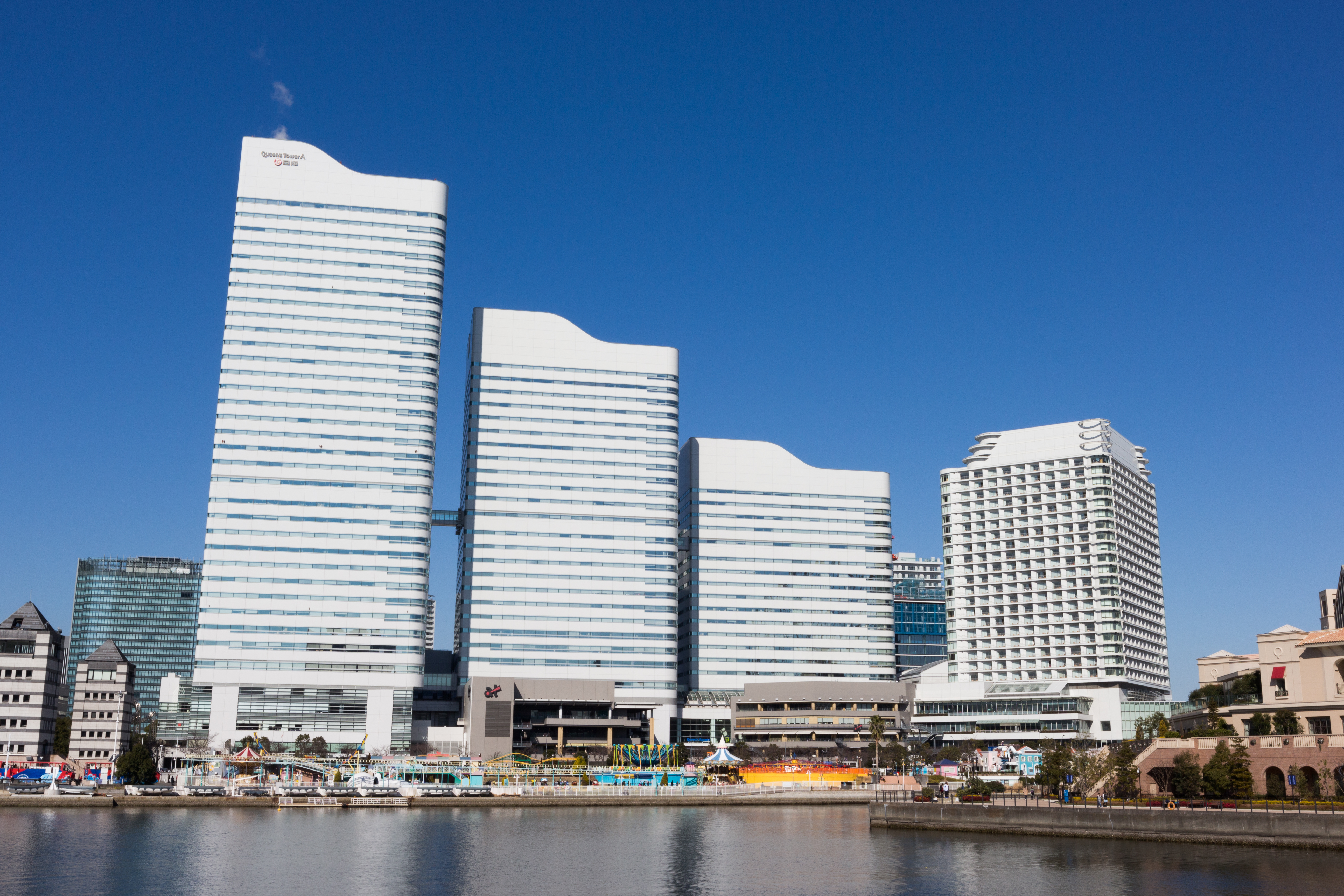

- Queen's Square YOKOHAMA(クイーンズスクエア横浜) （页面存档备份，存于）
- みなとみらい東急スクエア （页面存档备份，存于）